# Carludovica
Carludovica es un género  de plantas con flores perteneciente a la familia Cyclanthaceae. Se distribuyen por el Neotrópico desde Belice y Guatemala a Ecuador y Bolivia. Comprende 123 especies descritas y de estas, solo 4 aceptadas.

## Descripción
Plantas terrestres, robustas pero con tallo corto. Lámina de las hojas 3-acostillada, tan ancha como larga o más ancha, palmadamente dividida en 4 segmentos, ápices de los segmentos dentados o profundamente partidos en segmentos angostos; pecíolos mucho más largos que la lámina. Espatas 3–4, agrupadas justo debajo del espádice; espádice largamente cilíndrico; flores estaminadas con el pedicelo o receptáculo no abruptamente adelgazado, simétrico; flores pistiladas connadas pero los tépalos libres o connados, estigmas lateralmente comprimidos u ovoides, estilos connados o ausentes. Espádices en frutos maduros partiéndose irregularmente para mostrar la pulpa anaranjada; semillas mayormente ovoides a ligeramente aplanadas, anguladas.

## Taxonomía
El género fue descrito por  Ruiz & Pav.  y publicado en Florae Peruvianae, et Chilensis Prodromus 146. 1794. La especie tipo es: Carludovica palmata Ruiz & Pav. 
Etimología
Carludovica: nombre genérico otorgado en honor de Carlos IV de España y su esposa María Luisa de Parma.

## Especies aceptadas
A continuación se brinda un listado de las especies del género Carludovica aceptadas hasta mayo de 2013, ordenadas alfabéticamente. Para cada una se indica el nombre binomial seguido del autor, abreviado según las convenciones y usos.
- Carludovica drudei Mast.
- Carludovica palmata Ruiz & Pav.
- Carludovica rotundifolia H.Wendl. ex Hook.f.
- Carludovica sulcata Hammel